# Papirus 25
Papirus 25 (według numeracji Gregory-Aland), oznaczany symbolem {\displaystyle {\mathfrak {P}}^{25}} – grecki rękopis Nowego Testamentu pisany na papirusie, w formie kodeksu. Paleograficznie datowany jest na IV wiek. Zawiera fragment Ewangelii Mateusza.

## Opis
Zachowały się jedynie fragmenty kodeksu z tekstem Ewangelii Mateusza 18,32-34; 19,1-3.5-7.9-10.

## Tekst
Przez niektórych uważany jest za tekst Diatessaronu. Kurt Aland nie zaklasyfikował go do żadnej kategorii.

## Historia
Ernst von Dobschütz umieścił go na liście rękopisów Nowego Testamentu, w grupie papirusów, dając mu numer 25.
INTF datuje go na IV wiek.
Obecnie przechowywany jest w Staatliche Museen zu Berlin (Inv no. 16388) w Berlinie.